# Сомон (район Рудаки)
Сомон (тадж. Сомон, до 2008 года — Оккургон, Аккурган) — село в районе Рудаки Республики Таджикистан. 
Входит в состав джамоата (сельской общины) Чимтеппа района Рудаки.
Находится недалеко от г. Душанбе, на расстоянии 12 км от райцентра (пгт. Сомониён) и 1 км от центра общины (село Гулпарвар).
Население — 7989 чел. (2017).